# Victor Gollancz Ltd.
Victor Gollancz Ltd. war ein großer britischer Verlag, der 1927 von Victor Gollancz gegründet wurde und sowohl Hochliteratur als auch Unterhaltungsliteratur und Science Fiction verlegte. Bekannte Autoren wie George Orwell, Daphne du Maurier, Kingsley Amis und Anthony Price veröffentlichten ihre Erstlingswerke bei Gollancz. Dorothy L. Sayers publizierte bei Gollancz einige ihrer erfolgreichsten Kriminalromane, darunter Aufruhr in Oxford (1935).
Der Verlag wurde 1989 an Houghton Mifflin und 1992 weiter an Cassell verkauft. 1998 erwarb die Orion Publishing Group den Verlag und veröffentlicht seitdem unter der Marke Gollancz Science Fiction zeitgenössische und klassische Werke der Science-Fiction-Literatur.

## Weblink
- Orion Publishing Group (englisch)